# Dąbrówka (powiat poddębicki)
Dąbrówka – wieś w Polsce położona w województwie łódzkim, w powiecie poddębickim, w gminie Zadzim. 
| SIMC    | Nazwa        | Rodzaj    |
| ------- | ------------ | --------- |
| 0990103 | Budy Rudzkie | część wsi |

W latach 1975–1998 miejscowość należała administracyjnie do województwa sieradzkiego.